# Mamutovec
Mamutovec, znan tudi kot orjaška ali gorska sekvoja, (znanstveno ime Sequoiadendron giganteum) je vrsta drevesa iz rodu Sequoiadendron, ki lahko v višino zrase več kot 75 m, deblo pa ima obseg okrog 18 m. Doseže lahko starost več tisoč let. Ima rdečerjavo, do 60 cm debelo skorjo, ki je globoko razbrazdana ter odporna proti ognju. Iglice so kratke (1500 mm), zašiljene in v prečnem prerezu trikotne.
Mamutovca ljudje pogosto zamešajo s sekvojo (Sequoia sempervirens), ki tako kot mamutovec in metasekvoja spada v isto družino Cupressaceae'.
Zaradi deževnega podnebja v Kaliforniji (ZDA) rastejo največji živi organizmi na svetu. Največja in najbolj znana primerka se po ameriških generalih imenujeta Shermannovo in Grantovo drevo. Stari sta približno 2000 let, pri čemer Shermannovo drevo s 1489 m³ prostornine velja za največje živo bitje.

## Rastišče
Mamutovec najbolje uspeva na rahlih do zmerno vlažnih in dobro prepustnih tleh. Na naravnih rastiščih raste na granitu, moč pa ga je opaziti tudi na zmerno apnenčastih tleh. Odlično prenaša sneg, prav tako tudi hud mraz, slabo pa se obnese v mestnih okoljih, saj raste izjemno počasi.

## Opis
V naravi mamutovec kot relikt raste le še v narodnih parkih na zahodnih pobočjih Sierre Nevade na zahodu ZDA v Kaliforniji. Najdemo ga lahko na okrog 70 manjših nahajališčih na 400 km dolgem območju med 1400 do 2500 m nadmorske višine. V Evropo so mamutovca prinesli leta 1853.
V Sloveniji mamutovec ne raste samoniklo, vendar pa ga sejanega najdemo kot okras po celotni domovini. Na Slovenskem najbolj znan je mamutovec iz Preddvora.

## Uporabnost
Zaradi redkosti in zavarovanosti je mamutovec gospodarsko nepomembna vrsta, poleg tega je njegov les slabo trajen, zaradi njegove velikosti pa ga je bilo izjemno težko posekati (potrebovali so 25 mož in 10 dni trdega dela, da so ga posekali)
. Izjemno priljubljen pa je kot okrasno drevo, predvsem zaradi svojih izjemnih mer, lepo oblikovane krošnje in velike simbolne vrednosti. 